# 鐵王冠

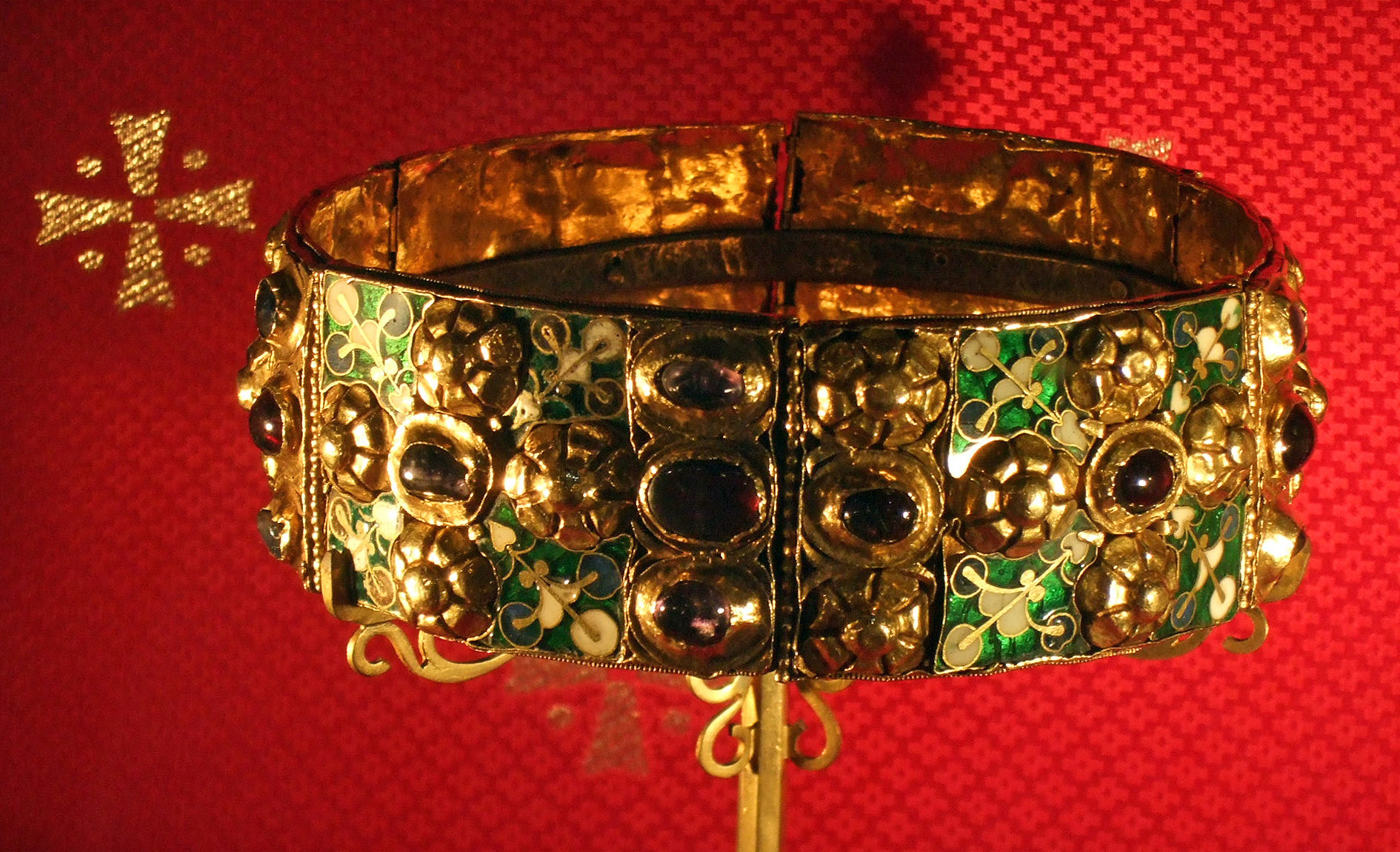
鐵王冠

鐵王冠（義大利語：Corona Ferrea）為一件著名的圣髑，同時其也是基督教世界中最古老的皇室象徵之一。鐵王冠鑄造於中世纪前期，它的外觀主要以黃金打製成飾環的樣式，並鑲嵌有貴重的寶石。在傳統上，鐵王冠中央一道寬約一公分的環圈，被認為是使用真十字架上的聖釘所製成的。由於鐵王冠被視為倫巴底王國的遺物和王權象徵，因此中世紀的歷任神圣罗马帝国皇帝，皆會在即位儀式上使用鐵王冠來加冕為意大利王國的國王。鐵王冠現今保存於鄰近米蘭的蒙扎大教堂內。

## 外觀
鐵王冠之所以如此命名，是因其內部有一條一公分寬的金屬環圈，據說是用耶穌受難時使用的聖釘打制而成。王冠的外圈由六段打金製成，部分上釉，透過鉸鏈連接在一起。它鑲有22顆寶石，這些寶石以十字架和花朵的形狀浮雕突出，十分顯眼。其小尺寸及鉸鏈結構讓一些人認為鐵王冠最初是一個大臂鐲，或者最有可能是一個還願冠。根據巴托洛梅奧·祖奇和盧多維科·安東尼奧·穆拉托里等早期现代學者的說法，其較小的尺寸是由於失去兩個節段後的重新調整造成的。